# Litostomatea
A Litostomatea a csillósok Intramacronucleata kládjának osztálya. 3 alosztálya a Haptoria, a Trichostomatia és a Rhynchostomatia. A Haptoria tagjai, például a Didinium elsősorban ragadozók, egy Didinium-faj például Paramecium fajokat eszik. A Trichostomatia jobbára endobionta, ide tartozik például az első ismert humán patogén csillós, a Balantidium coli. A Rhynchostomatida 2, korábban a Haptoriába sorolt, de genetikailag tőlük megkülönböztethető szabadon élő rendet tartalmaz, ezek a Dileptida és a Tracheliida.

## Történet
1981-ben írták le Small és Lynn. Adl  et al. 2019-es rendszertanában a csillósok Lamellicorticata kládjában szerepel. Lynn 1997-ben molekuláris óra alapján megállapította, hogy a Litostomatea utolsó közös őse 650 millió évvel ezelőtt élt.
2011-ben Vďačný  et al. megállapították, hogy egyes fajok a Litostomatea egyes morfológiai jellemzőit, például a dikinetidákból álló száj körüli csillósort (például Trichostomatia, Emchelys gasterosteus, Emchelys polynucleata), a toxicisztákat (például Apertospathuila inermis, Arcuospathidium cooperi, Coriplitida, endokommenzalista Trichostomatia-fajok) és a száj melletti csillósort (például Pleurostomatida).

## Genetika
Kládjai megkülönböztetésére általában a 18S rRNS hiperváltozó régiói, például a V4 használatosak.

## Filogenetika
Testvércsoportja az Armophorea, mellyel együtt a Lamellicorticata kládot alkotja, ennek testvércsoportja a Spirotrichea, mellyel együtt a Sal kládot alkotják. 18S rDNS-alapú filogenetika szerinti testvércsoportja a Caenomorphidae.

## Morfológia
A Litostomatea testi csillói a sejtkéregben lévő monokinetidákból erednek, melyek 1 csillóból és kapcsolódó szerkezeteiből, például alapi testeiből és mikrotubulusrostjaiból erednek. Ezek a kládra jellemző ultraszerkezeti elrendezést mutatnak.
A sejtszáj apikális vagy szubapikális. A Trichostomatiában ez módosult testi csillókkal rendelkező bemélyedés vagy vestibulum. Az Entodiniomorphida rendben a csillók sávokat alkotnak, és az osztály tagjai eredeti rendszertani helyének, a Spirotrichea membranellumaihoz és cirrusaihoz hasonló szinciliumokat alkothatnak. Azonban a Spirotricheával szemben nicns valós összetett csillója.
A Haptoria sejtszáját általában koronális csillók gyűrűje veszi körül, melyek a testi kinetidák elülső részéből levezetett dikinetidákból erednek, emellett jellemző extruszómáik (toxiciszta) vannak. Ezek zsákmánnyal érintkezve ürülnek, áthatolnak rajta és bénítják, valamint elkezdik emésztését. Egyes fajokban a száj csak táplálkozás közben van jelen, és segíti a befogást. Sejtgarata egyenes cső, melyet nematodezmák támasztanak, és jelentősen kitágul táplálkozáskor. Ez a több más osztályban talált kürtosztól funkcionálisan és szerkezetileg eltérő – transzverzális mikrotubulus-szalagokkal határolt – rabdosz.

## Ökológia
Gyakorisága a hőmérséklettel növekszik a folyókban. Egyes fajai paraziták, például a Balantidium coli, az egyetlen ismert humán patogén csillós is e klád tagja.
Egyes fajok – például a Mesodinium nemzetségben – egy Cryptophyta-faj sejtszervecskéi felvételével (kleptoplasztia, kariokleptia) fotoszintetikus életmódra. A Mesodinium major és a Mesodinium rubrum vörös (például Teleaulax, Plagioselmis, Geminigera fajokból származó) plasztiszú, míg például a Mesodinium chamaeleon plasztisza zöld. Nem ismert, hogy a plasztisszal rendelkező fajok foto- (állandó plasztisz) vagy mixotrófok. A M. rubrum több mint 95%-ban a fotoszintézistől függ.
Nyáron ritkább a Dél-kínai-tengerben, mint télen, és ritkább a mély vízben, mint a neritikus vagy a felső óceáni rétegben.